# Valby-Hallen
Valby-Hallen er en idrætshal beliggende i Valby. Udover idræt anvendes hallen til mange større arrangementer som f.eks. koncerter, messer og møder. Hallen er i alt 10.605 m² og er opført i 1984.
Blandt de navne, der har givet koncert i hallen kan nævnes ZZ Top, Iron Maiden, Smashing Pumpkins, Ace of Base, Oasis, Coldplay, Prince, Depeche Mode, Radiohead, Pet Shop Boys og Little Mix.
Hallen består af tre separate haller, der kan slås sammen til én stor hal. Valby Hallen ejes og administreres af Københavns Kommune. København Syd Station (tidl. Ny Ellebjerg Station) ligger 650 meter nord for hallen.